# Seseli gigas
Seseli gigas är en flockblommig växtart som beskrevs av Victor von Janka och D.Brândza$k. Seseli gigas ingår i släktet säfferötter, och familjen flockblommiga växter. Inga underarter finns listade i Catalogue of Life.